# Holmtjärnen (Arvidsjaurs socken, Lappland, 726545-163936)
Holmtjärnen är en sjö i Arvidsjaurs kommun i Lappland och ingår i Skellefteälvens huvudavrinningsområde. Sjön har en area på 0,062 kvadratkilometer och ligger 492,3 meter över havet.

## Delavrinningsområde
Holmtjärnen ingår i det delavrinningsområde (726337-164010) som SMHI kallar för Ovan 725885-163954. Medelhöjden är 472 meter över havet och ytan är 17,15 kvadratkilometer. Det finns inga avrinningsområden uppströms utan avrinningsområdet är högsta punkten. Vattendraget som avvattnar avrinningsområdet har biflödesordning 3, vilket innebär att vattnet flödar genom totalt 3 vattendrag innan det når havet efter 155 kilometer. Avrinningsområdet består mestadels av skog (82 procent). Avrinningsområdet har 0,7 kvadratkilometer vattenytor vilket ger det en sjöprocent på 4,1 procent.